# Lukas von Prag
Lukas von Prag (tschechisch Lukáš Pražský; lateinisch Lucas Pragensis; * um 1460 vermutlich in Prag; † 11. Dezember 1528 in Jungbunzlau) war ein tschechischer Theologe und Bischof der Unität der Böhmischen Brüder sowie Verfasser zahlreicher theologischer Schriften und Wegbereiter der Reformation.

## Leben
Lukas wurde utraquistisch erzogen und studierte an der Prager Karls-Universität. Nach dem Erwerb des Baccalaureats 1481 schloss er sich den Böhmischen Brüdern an, von denen er mehrmals in diplomatischer Mission ins Ausland, u. a. nach Frankreich und Griechenland entsandt wurde. 1498 knüpfte er in Norditalien Kontakte zu den Waldensern. Nach dem Tod des Bischofs Matthias von Kunwald im Jahre 1500 wurde er auf der Brüdersynode in Reichenau zu einem der vier Bischöfe berufen, und 1518 stieg er in der Nachfolge des verstorbenen Bischofs Thomas von Přelouč zum Vorsitzenden des Ältestenrates auf.
Lukas von Prag setzte sich sowohl mit der römischen Kirche als auch mit der Lehre Luthers auseinander und lehnte dessen Rechtfertigungslehre ab. Er ordnete das Gemeindeleben neu und reformierte die Gottesdienste. Zudem bekämpfte er erfolgreich den radikalen Flügel der Unität. Dieser forderte die Abkehr der Brüder von jedem Reichtum und weltlicher Bildung, während Lukas das Gegenteil verfolgte. In diesem Bemühen wurde er auch von Thomas von Přelouč unterstützt, der im Jahre 1500 ebenfalls zum Bischof berufen worden war. Dadurch erreichten sie, dass sich auch hochgebildete und adelige Persönlichkeiten der Brüderunität anschlossen.
Lukas gilt als einer der bekanntesten und erfolgreichsten Schriftsteller seiner Zeit. Bekannt sind insgesamt 169 theologische Schriften. Zu ihnen gehören ein Katechismus, eine Übersetzung des Neuen Testaments, die Mitherausgabe von Kirchenliedern u. a. Neben apologetischen Schriften enthalten sie auch Grundsätze der Brüderunität sowie praktische Anweisungen für die Abhaltung der Gottesdienste.
Lukas von Prag war der jüngere Bruder des Arztes Jan Černý, der ebenfalls der Brüderunität angehörte, jedoch in Fragen der Bildung und des Reichtums auf Seiten des radikalen Flügels stand.

## Werke (Auswahl)
- O používání těla a krve Páně (Über den Gebrauch des Leibes und Blutes des Herrn)
- Otázky dětinské (Fragen zu Kindern)
- O manželství (Über die Ehe)
- O obnovení církve svaté (Über die Erneuerung der heiligen Kirche)
- Apologia sacrae scripturae